# 同性性行為的非刑事化

世界各國同性性行為的非刑事化
1791–1849
1850–1945 ^{1}
1946–1989
1990–當前 ^{2}^{3}
從未非法 ^{4}
仍未合法 ^{5}
^{1} 瑞士有些州在拿破崙時代就達成非刑事化，後來也沒有再入罪，這些州應標 。
^{2} 美國、澳大利亞各地方政府非刑事化年代不一，有些州、聯邦領地或海外領土應標 。
^{3} 若以刑法罪名來看，中國大陸的非刑事化應標 ，1997年是模糊入罪的結束。
^{4} 以刑法罪名來看，北韓從未非法。然據南韓的報告，似乎有用別的名目逮捕或定罪的情況。
^{5} 以刑法罪名來看，埃及沒有非法，但在事實上用別的名目逮捕或定罪。而一些有刑法罪名的國家，事實上並未逮捕和起訴，但拒絕除罪或推動除罪的進度緩慢，如東加、蓋亞那。

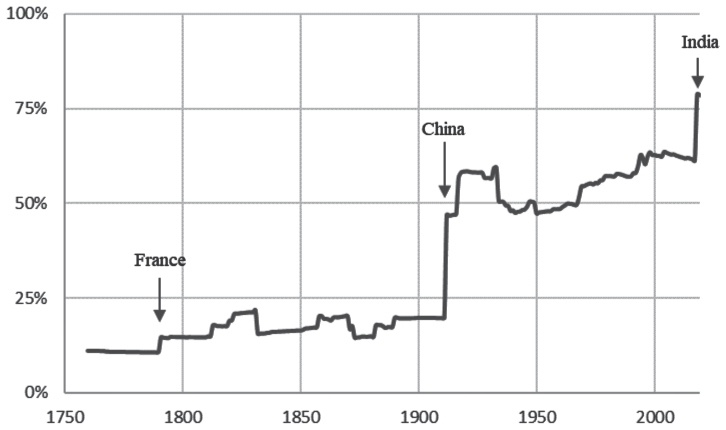
1760-2020年，生活在同性性行為非屬刑事罪行的國家佔世界人口的比例。

同性性行為的非刑事化是廢除將同性別的男人或女人之間的性關係定為刑事犯罪的法律。非刑事化又稱為去刑事化、除罪化、非刑罪化、非刑化，指廢除對特定行為刑事處罰的法律。除了非洲和穆斯林世界之外，世界上大部分的地區都已達成同性性行為的除罪。

## 歷史

### 法國及其影響
1791年法國大革命期間，國民制憲議會廢除了反對同性戀的法律，作為通過不受基督教影響的新法典的一部分。儘管國會從未討論過關於同性戀的議題，但從那時起同性性行為在法國就合法了。:81, 83:61在此之前，有可能被處以火刑的懲罰，儘管很少執行。:81, 96:55同性性行為的合法性仍保留在拿破崙時期制定的1810年法國刑法典之中。:19, 55
隨著拿破崙的征服以及採用了法國模式的歐陸法系刑法，同性性行為的非刑事化遍及整個歐洲，導致在許多司法管轄區廢除了刑事罪行，並在其他管轄區以監禁取代死刑。:19:19透過軍事佔領或者效法法國的刑法，斯堪地那維亞國家、西班牙、荷蘭、葡萄牙、比利時、日本，以及他們的殖民地和海外領土（包括拉丁美洲的大部分地區）將同性性行為非刑事化。:19, 56這在一些國家中確定了下來，包括比利時、盧森堡、荷蘭以及一些瑞士州，然而在有些國家，像是德國、西班牙及一些義大利邦國，在19世紀或20世紀又再度將原本除罪的同性性行為定為刑事罪。
一般而言，歐陸法系將同性性行為定為犯罪是例外，而不是常規。:56-57與英國殖民地相比，法國殖民地不太將同性性行為定為刑事罪，:16不過一些採用法國刑法的殖民地或託管地（包括突尼西亞、敘利亞和黎巴嫩）添加了此類法律。通常認為鄂圖曼帝國在1858年通過了受法國影響的刑法典，取代之前的伊斯蘭教法，而將同性性行為非刑事化，但Elif Ceylan Özsoy認為由於屬於哈乃斐派和蘇丹在世俗法律上的寬容，土耳其在此之前早已達成非刑事化。

### 日本
日本從古至今的法律，從未有對同性性行為刑事處罰的法律，對男色也不像西方那樣忌諱，僅明治政府在明治5年（1872年）對男性的同性肛交行為制定了刑事處罰的條例，並納入明治6年（1873年）制定的刑法典，罰則是90 日之有期徒刑。據稱，這是為了遏制南九州地區學生間盛行的男色行為。然而，條例實際適用之案例幾乎沒有，只二十例左右，僅有的也不在年輕學生身上，而是用於監獄中的犯人或男扮女裝者，被罰的也只有被肛交之一方，亦即接受男性器者，主動插入的那一方不受規制，似乎為社會所容許。
此一規定至1880年制定之刑法典並未列入，並在1882 年1月1日施行新制定的刑法後，即不再有效。其背景是明治政府為了重新修訂幕府時期簽訂之不平等條約，加速西洋近代化 ， 而聘請法國的法學家古斯塔夫·博伊松纳德（Gustave Boissonade ）起草刑法典。其結果是明治13年（1880年）制定了日本最初的近代刑法典，於明治15年（1882年）施行。:6在刑法典制定的過程中，博伊松纳德主張拿破崙法典中並無禁止同性性交行為之規定，基於合意所為之行為也並不違法。

### 中國
中國傳統上並沒有為同性性行為刑事定罪的法律傳統，只在晚明嘉靖年間的「比附律」（指律例的正式條文中沒有規定，引用近似的法律條文和過去的判例來定罪量刑）和清康熙年間及之後的「大清律例」出現了對男性之間非強制性的肛交行為定罪。乾隆時期完成的《欽定大清律例》將男性之間非強制性的肛交行為視作姦罪，並比照軍、民相姦例（指士兵/平民中的男女和姦，清代普遍以此例處理所有的和姦；和姦指男女情願和同私姦。不僅外遇，包括未婚、不被認可婚姻的性行為都算是和姦之範圍。未經許配的明媒正娶以及良民賤民之婚姻，都不被認可為正式婚姻）的罰則處以枷號和杖刑。這樣的罰則在雍正以後也適用於從事男女以及男男性交易的雙方，並在咸豐二年正式添入律例。
不過，根據蘇成捷利用清廷檔案的研究發現，自願發生肛交而被清朝官府判刑都是在伴隨、牽扯到其他犯罪而成立，沒看到單獨成案的情況，因此在當時若沒因為其他原因而發生鬧上官府的糾紛，同性性行為不會為官府所關注。又據《內閣題本刑科》，婚姻姦情類中涉及男性間肛交行為的案件，乾隆佔55.5%，咸豐、同治、光緒合計只佔8.5%，顯示清中葉後對這類案件的處理趨緩。:206而儘管律例存有罪名，明、清兩代男風仍頗為盛行。明萬曆年間筆記記載江南、中原、京師、閩南於男色習尚成俗。清道光時人張際亮表示閩粵、京師興尚男風，稍晚的施鴻保記載福建民間有祝禱男悅男之事的祭祀。來華西方人也有類似紀錄，1806年到中國旅遊的英國人記錄中國官員身旁有著俊美且穿著入時的嬖童隨侍在側，1835年出版的西方雜誌也寫道：「它（指中國的男風）的存在範圍很廣，幾乎遍及整個帝國，尤其是在那些為民父母和作為道德表率的官員中同樣存在。」:178
清朝在光緒二十八年（1902）任命沈家本等人主持「修訂法律館」，準備繼受西歐各國的法律體系。在開館之後，沈家本所帶領的修訂法律館，刪修了《大清律例》，其成果定名為「現行刑律」，並自宣統二年（1910年）4月7日付諸施行。在《大清現行律案語》中，沈家本認為男子之間性行為不是姦，康熙年間因「男女不同，故不以姦情論」是恰當的處置，之後卻因「拒姦殺人例」出現，使得「案牘益繁，而法理浸失。現值刪減科條之際，此例擬請刪除」，在考察清律後，因不符姦罪之理，沈家本刪除了將男性之間性行為定罪的律例。
光緒三十三年（1907年）日本頒布新刑法後，修訂法律館邀請日本法學家岡田朝太郎協助訂定《大清新刑律》草案，沈家本自稱是以「折衷各國大同之良規，兼採近世最新之學說，而仍不戾乎我國歷世相沿之禮教民情」作為宗旨。《大清刑律草案》第二百七十二條按語，以男性之間的肛交行為，「自唐迄明均無明文，即揆諸泰西各國刑法，雖有其例，亦不認為姦罪。故本案採用其意，（男性間的強制肛交）賅於猥褻行為之內，而不與婦女並論。」岡田朝太郎在京師學堂講授《大清刑法分則》，也重申「姦淫者，僅指異性交接而言，故同性間、以及單獨行為，不能存在此種非行。本罪與猥褻罪，非程度上有別而已，而乃性質上有別。蓋本罪之特質，存於異性之交接，猥褻罪即無有此宗旨。」對此說雖有爭論，然焦點是在男性之間的強制性行為要以強姦還是猥褻定罪，男性之間合意的性行為不再是刑事罪沒有引發爭議。
草案擬定後，經過清朝各部會和地方官員討論，在宣統二年（1910 年）12月25日許可為《欽定大清刑律》。不過沒多久清政府便滅亡，因此沒有正式施行，但除了一些字詞改換外，其內容基本被北洋政府的《暫行新刑律》沿用下來，而在民國元年（1912年）施行。南京國民政府民國17年（1928年）制定的《中華民國刑法》也和此次修律有深厚淵源。由於舊刑法仍有不足之處，南京國民政府組織「刑法起草委員會」加以修訂，於民國24年（1935年）公布了新修正的《中華民國刑法》。同性間的性行為不是刑事罪行的觀點，在這些法案中都沒有改變。中國共產黨政府統治中國大陸後，在1979年公佈的《中華人民共和國刑法》也沒有任何有關同性性行為的明確規定。

### 蘇聯
隨著十月革命和沙皇俄羅斯法典遭到廢棄，俄羅斯蘇維埃共和國政府於1917年12月達成同性性行為的非刑事化。
1922年的蘇俄刑法典確認同性性行為的合法，1926年的修訂亦是如此。根據丹·希利（Dan Healey）的說法，1991年蘇聯解體後廣泛可得的檔案材料「顯示有意解除對成年人間此行為刑事化的原則，這體現在1918年起草社會主義刑法的早期作為到最終在1922年通過了法律。」
布爾什維克也廢除沙皇在公民權利和政治權利對同性戀者的法律禁令，特別是在國家雇傭的領域。1918年，未公開的同性戀者格奧爾基·契切林（Georgy Chicherin）被任命為蘇俄外交部的人民委員。 1923年，契切林也被任命為蘇聯外交部的人民委員，並一直擔任該職位至1930年。
1920年代初，蘇聯政府和科學界對性學研究、性解放和同性戀解放產生了極大的興趣。1923年1月，蘇聯派出衛生人民委員謝馬什科率領衛生部的代表團前往德國性學研究所以及1921年至1930年期間舉行的一些人類性學國際會議，並在會上表示支持成人私下合意的同性關係合法以及對所有國家改善同性戀權利。1923 年和1925 年，莫斯科社會衛生研究所所長格里戈里·巴特基斯（Grigorii Batkis）博士發表一份題為《俄羅斯性革命》的報告，其中指出同性戀“完全自然”，應該受到法律和社會的尊重。1920年代的蘇聯對嚴肅的性學研究普遍取得了進展，偶爾會出現同性間的性愛是人類性活動自然的一部分的意見，例如巴特基斯博士1928年之前的作品。這些代表團和研究獲得派遣和授權，由謝馬什科委員領導下的衛生部所支持。
同性別成人私下合意性關係的合法僅適用於俄羅斯蘇維埃社會主義共和國和烏克蘭蘇維埃社會主義共和國，在亞塞拜然（1923 年正式定罪）以及整個1920年代的外高加索和中亞蘇維埃共和國，這仍然是一種刑事罪行。1926年的烏茲別克和隔年的土庫曼也頒布了類似的刑法。
儘管1917年將同性性行為非刑事化，但蘇聯在1920年代對同性戀者及其權利的待遇常常正反意見混雜。即便不構成犯罪，蘇俄法院仍試圖壓制同性性活動。1920年代末，蘇聯政府對同性戀和同性戀權利的態度轉向負面，並在1933年制定了將男同性性行為定為刑事犯罪的法律，一改早期對同性性行為的開放態度。

### 二戰後的非刑事化趨勢
1930年代到50年代期間，男同性戀被視作對於國家的「健康、經濟和軍事」構成威脅。有人指出，在第二次世界大戰後，對男同性戀者的起訴增加了。由於大量的逮捕和起訴，以及高知名度的男同性戀者的起訴受到披露（如科學家艾倫·圖靈），促使英國政府成立了由約翰·沃爾芬登爵士主持的委員會，調查與男同性戀和女性性工作者有關的法律。委員會在1957年以12人贊成、1人反對的比數下作成沃爾芬登報告，認為「成年人私下相互同意的同性性行為不應該再是刑事犯罪」，其理由為法律的功能是維持公序良俗，防止公民受到攻擊或傷害，提供對抗剝削與腐化他人的防護措施，而非干預公民的私人生活或想要強加特定的行為模式。若更簡要地表述，即刑法的功能在於防止傷害，而非為道德價值立法。該報告是仍保有同性性行為刑事罪的西方國家進行除罪化的轉折點。
在1950年代和1960年代，有種趨勢是將同性性行為非刑事化，但設定比異性性行為更高的法定同意年齡；這種模式被當時的各種國際組織推薦，其理由是想定這能防止年輕男性變成同性戀。這種模式既促成同性性行為的非刑事化，如英國（1967年）、加拿大（1969年）和西德（1969年），也促成早已非刑事化的地方提高同意年齡，如比利時於1965年將法定同意年齡從16歲提高到18歲。整體而言，二十世紀後期出現了一股非刑事化浪潮。1945年至2005年間，這些法律 90%的變更涉及自由化或廢除。這種法律變化的一種解釋是對人權和個人自主權日益重視，以及1960年代性革命的影響。:277-280世界各地都觀察到有關性行為的法律，越來越重視個人權利的趨勢，但在西亞等一些地區進展緩慢。
在1972年至 2002年間，同性性行為刑事化法律的廢除，80%是由立法機關達成，其餘則是由法院宣告違憲而廢除。:2791981年歐洲人權法院對Dudgeon訴英國一案的裁決，是法院首次要求同性性行為非刑事化，認定侵犯了歐洲人權公約第8條規定的私人生活的權利。1981年，歐洲理事會通過一項決議，敦促同性性行為的非刑事化並廢除同意年齡不一致的歧視性法律。
與早期通過採用新的刑法體系而恰好達成除罪的模式不同，二戰後的非刑事化大多是通過一項特定的法律修正案或法院宣告違憲，廢除對同性性行為的刑事懲罰，這開始於1944年的瑞典。非刑事化最初僅限於歐洲和美洲，在1980年代擴散至全球。非刑事化的步伐在1990年代達到頂峰。蘇聯解體後，許多前蘇聯加盟共和國將同性性行為除罪，:24, 26但中亞的一些國家仍保留了這些法律。在Dudgeon案之後，歐洲理事會將同性性行為的非刑事化作為加入的要求，然後又成為加入歐盟的先決條件；一些歐洲國家因此決定將同性性行為除罪。歐洲理事會於1993 年接受立陶宛加入，幾個月後該國廢除了對同性性行為的刑事定罪；羅馬尼亞在承諾廢除該法後於同年被接受，但仍一直執行到1998年。俄羅斯於1993年放棄了性悖軌法，部分原因是希望加入歐洲理事會。北塞浦路斯土耳其共和國至2014年才將同性性行為非刑事化，是歐洲最後一國。:90-91
由法院進行司法審查達成同性性行為非刑事化的例子，如南非憲法法院在1998年的全國男女同性戀平權聯盟訴法務部案宣告將成年人私下合意的同性性行為定為刑事罪的法律違反了南非憲法，侵犯不受基於性傾向歧視的平等權、尊嚴和隱私權。美國最高法院在2003年的Lawrence訴德州案宣告同樣效果的法律違反美國憲法第14條修正案正當程序條款所承認的隱私權。斐濟高等法院在2005年的Nadan和McCoskar訴政府案宣告同樣效果的法律違反斐濟憲法，侵犯隱私和平等權，斐濟和南非的憲法都明示禁止性傾向歧視。經過曠日持久的司法訴訟後，印度最高法院在2018年的Navtej Singh Johar訴印度聯邦案宣告同樣效果的法律違反了印度憲法，侵犯第21條下的尊嚴、隱私和性自主權、第19條下的表達自由權、第14條下的平等權以及第15條下的不歧視，法院還引述了德里高等法院2009年的納茲基金會訴德里國家首都特區政府案和維爾馬法官委員會報告對印度憲法中的禁止性別歧視涵蓋性傾向的意見。:2
大多數加勒比海國家都是前英國殖民地，保留了同性性行為的刑事罪；貝里斯是在巴哈馬之後，第一個非刑事化的英語加勒比國家，貝里斯最高法院在2016年的Orozco訴檢察長案宣告將成年人私下合意的同性性行為定為刑事罪的法律違反貝里斯憲法，侵犯了尊嚴、平等、表達自由、隱私權，並引用圖能訴澳大利亞案認定性別歧視涵蓋了性傾向，該案也是英語加勒比國家的司法審查宣告違憲的首例。:43, 95屬於東加勒比最高法院的安地卡及巴布達高等法院也在2022年7月宣告該國的此類法律違憲，是東加勒比國家組織成員國的司法審查宣告違憲的首例。英國樞密院和女王在2000年12月發布樞密令，廢除五個英國加勒比屬地裡有同樣效果的法律。

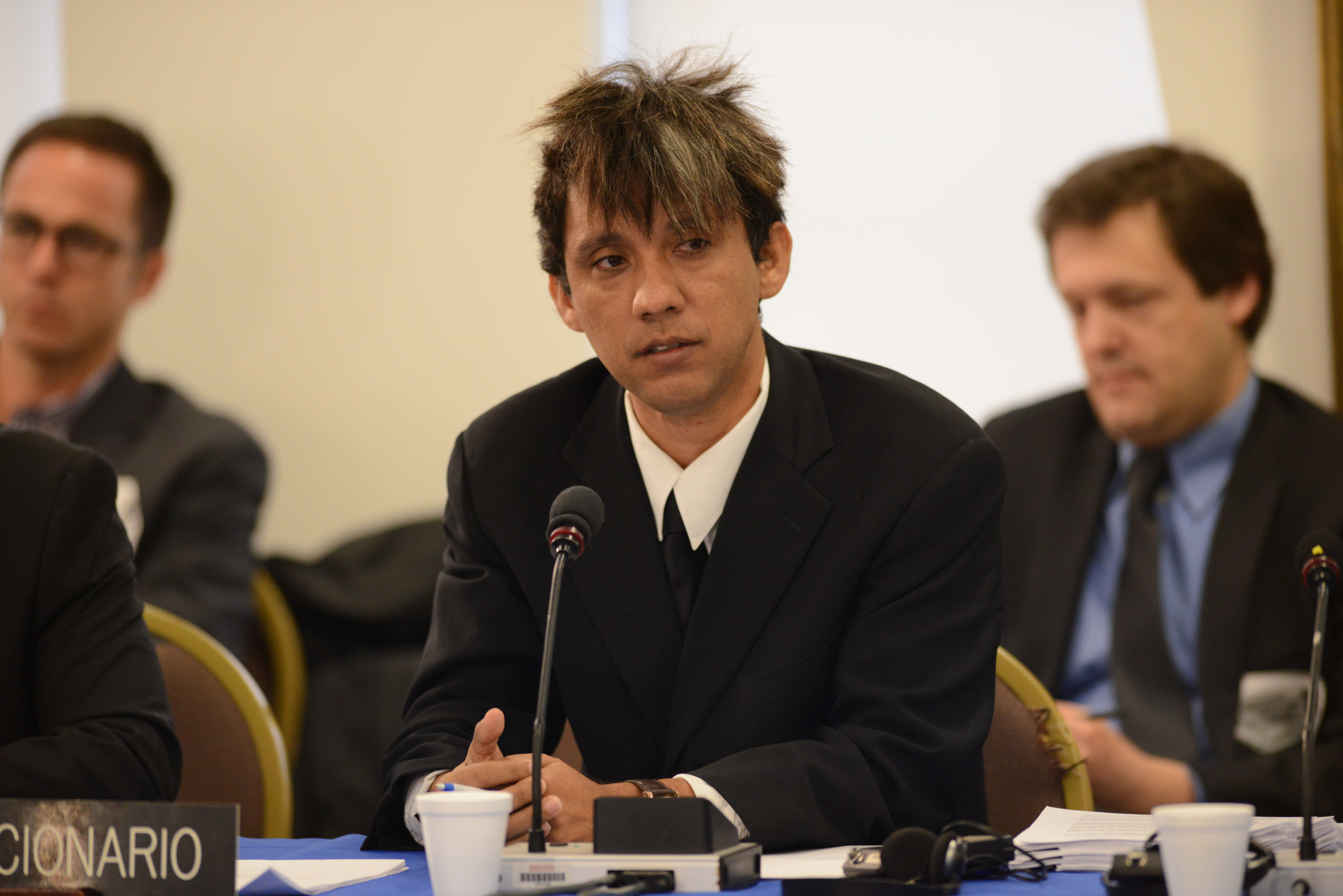
Caleb Orozco ，該案的原告，發起將貝里斯同性性行為除罪的法律訴訟

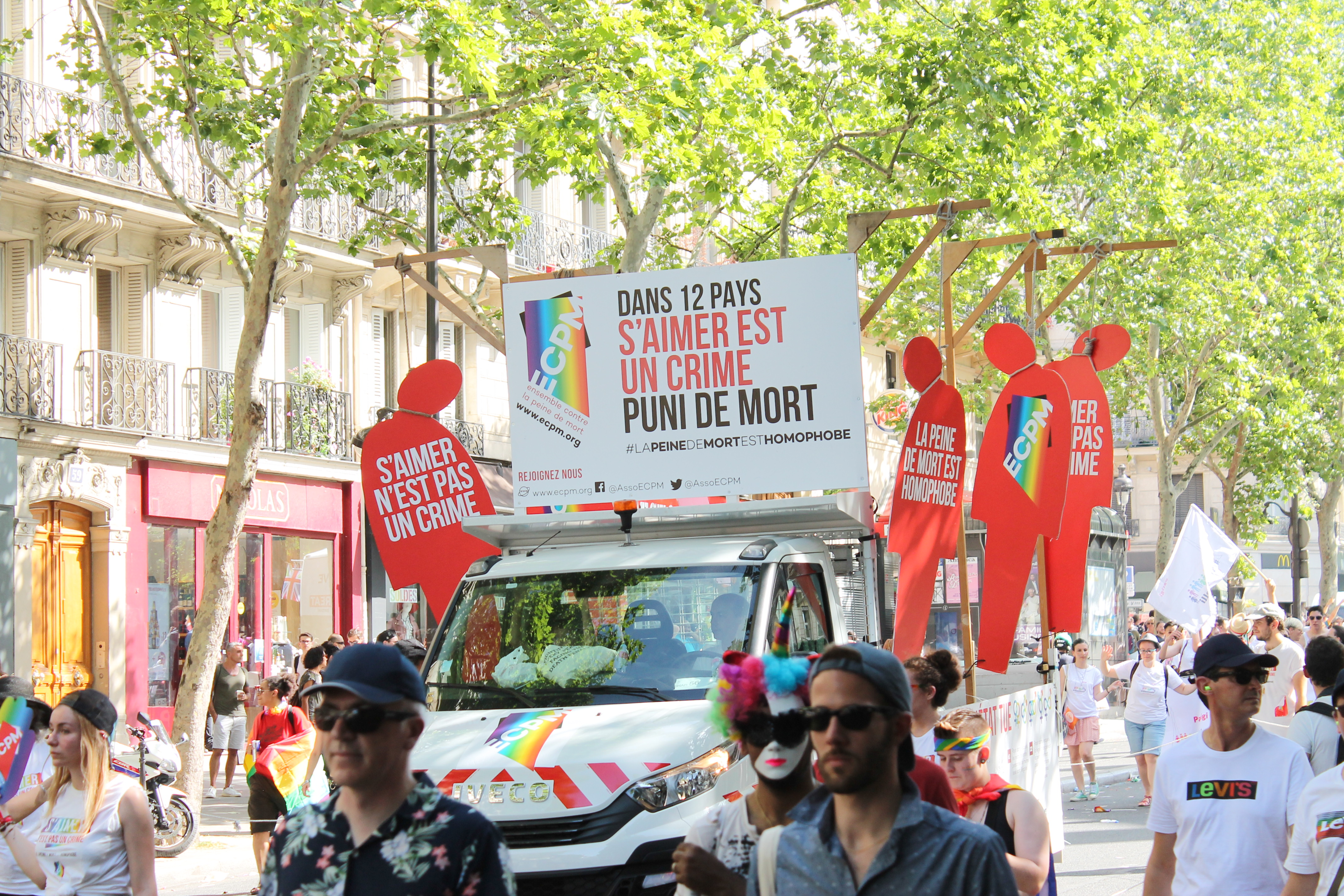
2019年巴黎同志遊行上「愛情不是罪」的標語

研究發現，隨時間推移，對同性性行為定罪的法律，與現代化（用人類發展指數或人均國內生產總值測量）和全球化（KOF全球化指數）呈現負相關。:85, 89LGBT運動（女同性戀、男同性戀、雙性戀和跨性別者）通常在非刑事化後發展起來，但在某些情況，則是除罪化的推手。:283-284社運人士反對同性性行為的刑事定罪會採取多種形式，包括直接倡議廢除法律、在司法系統進行策略性訴訟以降低此類法律的執行、尋找國外的外部盟友，以及在社區內進行能力建設。雖然英國的殖民與同性性行為的刑事化有關，但在推動非刑事化上不太有影響力。:41

### 抵制非刑事化
二十世紀中葉以來，非洲是同性性行為非刑事化仍未普及的唯一一塊大陸。在非洲，支持將同性性行為定為刑事罪行的主敘事是「維護公共秩序、道德、文化、宗教和兒童，不受其所想定的全球北方和帝國主義的同運議程的影響」；同性戀被視為「不屬於非洲的」外國進口。:124:13:200-201這些說詞無視了許多非洲原生文化接受同性戀的事實，而在歷史上，同性性行為的刑事化源於英國殖民主義。:200:21:13出於同樣的原因，同性戀在西亞一直被視作西方用以主導其地位的工具。
在脫離殖民之後，一些前英國殖民地擴大了原本只針對男性的法律，納入對女性的同性性行為。在許多非洲國家，反同性戀法律在數十年來很少被執行，直到自1990年代中期以來，執行力度逐漸加強，政治化程度提高，要求更嚴厲懲罰的呼聲也不斷增加。:195, 198–199這些呼聲通常來自國內的宗教機構。福音基督教的興起，尤其是五旬節運動，增加了政治化的程度，因為這些教會參與了反同性戀的動員，作為靈恩派建造國家的一種方式。:199–200
固守伊斯蘭教也是維持刑事化同性性行為的主要因素之一。在一些國家，對同性性行為的刑事化，使用鞭笞作為刑罰，甚至石刑至死，源於伊斯蘭教法的適用。國家涉入宗教事務，例如宗教法院有超出家庭法外的司法管轄權，或者禁止不同宗教信仰的婚姻，也與維持對同性性行為的刑事化之間存在強烈相關性。:87
國際LGBTI聯合會（ILGA）在2023年對有這類法律的國家的逮捕行為報告中指出，雖然這些國家的刑法多數是明確針對同性性行為，然而，各種性別表達似乎是觸發不成比例逮捕數量的中心要素。在許多司法管轄區，一個人的穿著、舉止或言談方式已經可以被視為是同性戀的證據，足以引發警察逮捕。相較於去證實是否有性行為，更可能是因為不符合標準的外表或舉止而成為目標。並且由於多數這類國家也都採取僵固的性別觀點，因此跨性別女性和生理男性發生性行為，會被視為是同性性行為而遭到逮捕。
國際社會對非洲國家施加壓力以廢除刑事化同性性行為規定的作法，產生好壞參半的結果。儘管這在一些國家中導致社會觀念的開放，但也激發了公眾對這些要求的懷疑和反對，促使一些國家通過更為嚴格的法律，以對抗被看作是來自新殖民主義的壓力。:125–126, 144:209
一批非洲學者在2015年發起請願書，呼籲同性性行為的非刑事化，並批評反對者的一些常見論點。2017年由非洲監獄、拘留條件和執法特別報告員準備的《非洲輕罪再分級和除罪化原則草案》呼籲採取措施去除其他造成被社會邊緣化的根源，包括取消對同性性行為定罪的法律。

### 刑事罪名以外的法規
在有一些國家，同性性行為雖然不在刑事罪名裡，然而執法人員仍會運用其他的刑法或行政法條款，如流民或遊蕩（vagrancy or loitering）、公共秩序（public order）、妨害公眾（public nuisance）、放蕩淫佚（debauchery）之類的名目，逮捕或拘留女同性戀、男同性戀、雙性戀、跨性別者。歷史上，流民法案（Vagrancy Act）曾被用來對付男同性戀者。20世紀上半葉，英國除了保有刑事化同性性行為的法律之外，在《1898年流民法案》中新增用來向男性兜售性服務的條款，該條款被用來逮捕和起訴對其他男性招攬性行為的男性，無論是否為性交易。在實際應用上，表現出陰柔舉止、像是在引誘的動作，或收藏有裸體男性照片等行為，都可能會是被逮捕和起訴的原因。
其他的一些例子，例如中華民國大陸時期的警察在執法上，使用《違警律》和《違警罰法》，作為維持社會秩序和控管同性間情慾或性行為的手段，會以「遊蕩無賴或行跡不檢」的名義盤查或拘留，這套作法也沿用至台灣。:57-65違警罰法後來遭中華民國政府遷台後的司法院大法官在1990年宣告違憲，在1991年被國會廢止，使警察權力得到限縮。
中國大陸在毛澤東時代和文革時期對同性性行為沒有法律明文定罪，但可能有出現被認定為反革命遭到批鬥以及事實上的逮捕、起訴和判刑的情況。文革結束後，鄧小平時代的中國共產黨政府同樣沒有明文定罪，但在《中華人民共和國刑法》流氓罪的「其他流氓行為」和《治安管理處罰條例》的「其他流氓活動」的名義下，男同性戀者有可能被警察拘留或送處勞教，少數情況下也可能遭到法院判刑。1997年，流氓罪在罪刑法定主義下分解成六個罪名，不能模糊囊括到同性性行為，讓這種情況獲得了改變。
委內瑞拉自獨立後頒發第一部刑法以來，沒有禁止同性性行為的罪名。然而自1956年頒行流民和騙徒法（Law of Vagrants and Crooks），允許對被警方視為是流民和騙徒的人進行行政拘留，而無需司法上訴或審判，這包括性工作者、假裝乞討者、游手好閒者、混混、賭徒、販毒者、施展巫術者（Brujo）等。根據國際特赦組織的報告，該法被用來拘留社會中的貧困人士，但也被用來拘留政治異議者和社運人士。該法律偶爾被用來拘留警方指控從事性交易的男同性戀者。委內瑞拉最高法院在1997年宣告該法違憲。
另外，在ILGA的報告中提到坦尚尼亞的同志社運人士在2009年聚會時，被警察以性交易和流民的名義逮捕。:119非洲人權與民族權法院在2020年的諮詢意見中，認定非洲普遍用來將貧困、無家可歸或失業的人視為罪犯的流民法，違反了非洲人權和民族權憲章，國家有義務修改或廢除。法院在指出受到流民法所針對的人群時，提到了非常規性別者（gender-nonconforming）。非洲人權和民族權委員會也在2017年的決議和2018年的原則表示流民法等輕微犯罪違反憲章，並造成非洲監獄人滿為患，呼籲國家修改和除罪。委員會在指出受到輕微犯罪所針對的弱勢人群時，提到了基於性傾向或性別認同而遭到邊緣化的人群。

### 軍隊
在歷史上，歐美國家用於軍人和平民的刑法將同性性行為視作刑事犯罪。十四世紀聖殿騎士團成員和拿破崙戰爭期間英國水手都有因這樣的指控而受到審判和處決的各種記載。美國軍事刑法禁止同性性行為的正式規定，最早出現在20世紀初，1916年修訂軍法條例時引入刑事懲罰，到1951年又被《統一軍事司法法典》第125條替代，而英國則於1955年的陸軍和空軍法案、1957年的海軍法案中用刑事法令禁止。一些國家，其中最著名的例子是瑞典，從未在軍事刑法引進這樣的法案，但會發布兵役免除的建議，瑞典軍方在1976年正式取消這種作法。
英國國防部在1991年的修改法案去除了刑事罪行，然而同性戀者仍會遭到被軍隊開除的行政處分。歐洲人權法院在Smith和Grady訴英國案和Lustig-Prean和Beckett訴英國案（1999）認定以同性戀為由對英國軍隊人員進行調查並隨後將其開除，違反了歐洲人權公約第8條私人生活的權利。英國政府隨後推出了一項新的部隊政策，取消了禁止同性戀者在軍隊服役的法令。
美國總統柯林頓1993年上任後即支持並推動允許同性戀者在軍中服役，但當時兩黨的許多國會議員和高階軍官反對，認為會影響軍隊士氣。最終妥協通過所謂「不問，不說」的法案禁止軍方詢問軍人的性傾向，但也禁止軍人公開自己是同性戀者，違反的軍人會被軍隊開除。美國最高法院2003年在Lawrence訴德州案宣告禁止同性別成年人合意私下性行為的法律違反美國憲法的裁決，反轉1986年在Bowers訴Hardwick案的合憲裁決。在這之後，美國軍事上訴法院裁定該裁決適用於《統一軍事司法法典》第125條禁止任何非生殖性行為的刑事禁令，限縮了該條的適用範圍。在美國訴Stirewalt和美國訴Marcum兩案中，法院都裁定“[相互合意的非生殖性行為]屬於最高法院所確認的自由利益範圍”，但接著說如果存在“軍事環境特有的因素”，使該行為“超出勞倫斯案承認的任何受保護的自由利益”，則仍然可以維持第125 條。此類因素的例子包括強姦、私交聯誼（fraternization）、公開的性行為或任何其他會嚴重影響良好秩序和紀律的因素。2009年歐巴馬上任後，大力支持廢除軍隊中禁止同性戀服役的各項法律，美國國會在2010年通過了《2011年度國防授權法案》附帶廢除不問，不說的條款，讓該政策在2011年9月20日結束。2013年國會通過《2014年度國防授權法案》，改掉了《統一軍事司法法典》第125條中禁止合意非生殖性行為的規定。
軍事刑法中同性性行為非刑事化的其他例子，如委內瑞拉最高法院在2023年3月16日廢除自1998年起生效的《軍事司法法典》第565條，該條禁止同性性行為。法院認為該法措辭模糊，並且禁止非生殖性行為不符合《憲法》和國際人權條約。
韓國大法院在2022年4月21日推翻兩名同性別軍人在基地外發生性行為的有罪判決，將其發回下級軍事法院重審。然而，韓國憲法法院在2023年10月以5比4的裁決，繼續維持軍隊自1962年來禁止同性性行為的刑事法律。自2002年以來，該國憲法法院多次審查該法律，然而四次審查都裁定為合憲。根據《紐約時報》的報導，韓國軍方曾被批評進行一連串的恐同獵巫行動，無論雙方是否出於自願、發生地點於何處，被發現有同性性行為的軍人都因該條法律受到懲處。

## 國際人權法

### 聯合國人權條約機構
聯合國九大國際人權公約建立了由各國提名的獨立人權專家組成的委員會，即聯合國人權條約機構，負責監督締約國對公約的落實情況。各委員會的權限不盡相同，但基本上包括：
- 就公約內涵，發布權威性的《一般性意見》或《一般性建議》解釋；
- 審查國家定期提交之「國家報告」，作出《結論性意見與建議》；
- 根據「任擇議定書」規定，受理締約國人民提出的個人申訴/來文（Individual Communications），由委員會作成決定。

將同性性行為刑事化違反了國際人權公約要求國家遵守的人權義務，不僅侵犯了隱私與私人生活的權利，也造成無法在不受歧視的情況下享有其他權利。聯合國人權條約機構在1994年對Toonen訴澳大利亞案作成決定。在這之後，對個人申訴作成的決定、對國家報告提出的意見與建議，以及在一般性意見或建議中，認定了性傾向和性別認同屬於公約禁止的歧視理由，公約所保障的權利也適用於性傾向和性別認同中的所有人，不應區別對待。委員會也明確表示，將成年人私下合意的同性性行為及性別認同之表達定為刑事犯罪違反人權標準，應當廢除此類法律。
在1994年，聯合國人權事務委員會在Toonen訴澳大利亞案（CCPR/C/50/D/488/1992）認定塔斯馬尼亞州將同性別成年人私下相互同意的性行為定為刑事罪侵害公民與政治權利國際公約第17條所保障的隱私權，並表示性傾向包含在公約第26條的禁止歧視條款。消除對女性歧視委員會在2022年的Rosanna Flamer-Caldera訴斯里蘭卡案（CEDAW/C/81/D/134/2018），認定斯里蘭卡刑事化女性同性性行為的規定，造成創辦同志平權組織平等之地的女同性戀申訴人，其權利受到了侵害，違反消除對女性一切形式歧視公約第2條不受歧視的有關條款，第2條和第5條免受性別暴力的有關條款，第7條參與非政府組織和協會的條款，第15條法律應平等對待的條款，該條款保障女性能有可利用的司法管道，以及第16條家庭權的條文，該條文保障了女性的家庭關係和生活不受歧視，並指政府未盡到第5條要求消除性別刻板印象和偏見的責任。
人權事務委員會在1995年美國「國家報告」的結論性意見與建議中，首次表達了對性傾向與人權議題的關切。對於美國某些州將同性別成年人在私人場所合意發生性關係定為刑事罪，關切這造成了對其私生活的嚴重侵犯，以及無法在不受歧視的情況下享有其他權利。人權事務委員會在「國家報告」的結論性意見與建議中，多次表達了同樣的關切，例如人權事務委員會在2010年對喀麥隆「國家報告」的結論性意見與建議中，表示將同性別成年人相互同意的性行為定為刑事罪行，違反了公約中關於隱私和不受歧視的權利。經濟社會文化權利委員會多次關切刑事化對享有經濟、社會和文化權利的阻礙。禁止酷刑委員會也關切刑事化造成易受到來自政府部門人員和平民的暴力，這些暴力事件也因為刑事化法律的存在而沒有得到通報和處理。
人權事務委員會在第35號一般性意見（2014），指出以違反公民權利和政治權利國際公約有關條款的歧視理由而實行的逮捕或拘留，原則上是任意逮捕或拘留，並在註腳引用監禁合意發生性行為的同性別成年人作為案例。在第36號一般性意見（2018），指出在任何情況下都不能將死刑作為懲罰同性性行為的手段，並且定作刑事罪行本身就已違反《公約》。經濟社會文化權利委員會在第20號一般性意見（2009），解釋經濟、社會及文化權利國際公約第2條禁止歧視的條款包含性傾向和性別認同。在第22號一般性意見（2016）指出在性健康和生育健康權的背景中，不歧視也包括所有人的性傾向、性別認同和雙重性徵身分受到充分尊重的權利。將同性成年人自願發生性關係或表達性別認同的行為定為刑事罪，無疑侵犯人權。這類法律也設下了障礙，妨害個人獲得性健康和生育健康服務，違反國家應有的尊重義務。

### 區域性人權公約
目前主要的區域性人權體制包括歐洲理事會的歐洲人權公約和歐洲社會憲章、美洲國家組織的美洲人權公約以及非洲聯盟的非洲人權和民族權憲章所建立之人權體系，又以歐洲之區域性國際人權公約之發展最為完備及蓬勃。區域性的人權體制和聯合國的人權體制，彼此是雙軌並行而非上下階層的結構，在接受區域人權體制設立之地區，其人民之國際人權申訴案件，只能就區域人權體制或聯合國的人權體制擇一為之。
在區域性的國際人權公約上，歐洲人權法院在1981年的Dudgeon訴英國案支持歐洲人權委員會在1980年的意見，認定北愛爾蘭將同性別成年人私下相互同意的性行為定為刑事罪，違反了歐洲人權公約第8條私人生活的權利。該判例在隨後的Norris訴愛爾蘭（1988）、Modinos訴賽普勒斯（1993）得到進一步的確認。美洲人權委員會在2020年的Gareth Henry和Simone Carline Edwards訴牙買加案，認定將同性別成年人私下相互同意的性行為定為刑事犯罪的做法違反了美洲人權公約第11條的隱私權，第24條的平等保護，第5條人道待遇的第1款，第22條遷徙自由的第1款，第9條的合法性原則，第25條司法保護的第1款。委員會建議牙買加廢除該刑事懲罰的法律，以確保將來不再發生類似的人權侵犯。由於牙買加未接受美洲人權法院的管轄，該案件無法進一步交付法院審理。
關於性傾向的不歧視，歐洲人權法院在1999年Salgueiro da Silva Mouta訴葡萄牙案，認定歐洲人權公約第14條歧視禁止包含了性傾向。歐洲社會權委員會在2009年的人權法律保護國際中心(INTERIGHTS)訴克羅埃西亞案，認定克羅埃西亞的學校教科書歧視和污名化同性戀，在結合歐洲社會憲章序言的不歧視條款下，違反了第11條健康權其第2款所保障的提供健康諮詢和教育機構以促進健康和個人的健康責任感。委員會指性教育不應用來強化刻板印象和某些持續性偏見的工具，這些偏見助長邊緣群體遭到社會排除。歐洲社會權委員會也認定歐洲社會憲章第1條工作權的第2款有效保護勞動者在自由選擇並擔任的職業中謀生的權利，包含了禁止就業歧視，性傾向是其中之一。
美洲人權法院在2012年的 Atala Riffo母女訴智利案，認定美洲人權公約第1條第1款中有關歧視禁止的段落包含了性傾向和性別認同。
非洲人權和民族權委員會在2006年的 Zimbabwe Human Rights NGO Forum訴辛巴威案，認定非洲人權和民族權憲章第2條歧視禁止包含了性傾向，2010年通過的實施經濟社會文化權利的原則和指引也如此認定。不過，委員會和非洲人權與民族權法院目前仍未作出有關性傾向與人權議題的判決，並且1994年委員會在處理關於辛巴威刑事化同性性行為違反非洲憲章的申訴案時，負責的報告員公開表現出敵視同性戀的言詞態度，導致申訴人選擇撤回申訴案件。委員會還曾撤銷維護LGBT人權NGO的觀察員身份或拒絕其申請。非洲人權與民族權法院的權威性、正當性和有效性，也由於非洲國家著重自身主權產生各種抗拒態度而受到削弱。

### 日惹原則
由於在聯合國人權公約的架構下，欠缺對性傾向和性別認同在人權事務上清楚的適用原則，因此致力於此議題的非政府組織邀請人權專家起草《日惹原則》，以便將現有國際人權公約之國家義務應用在性傾向和性別認同的相關事務上。於2006年11月舉行專家會議，2007年3月對外發表日惹原則，共計29項原則，2017年9月舉行專家會議，又補充了9項原則，共計38項原則，並就其中12項原則補充國家應有的義務，11月對外發表。日惹原則雖非聯合國文件，但在聯合國機構的各類文件中被廣泛運用及引用。
《日惹原則》涉及同性性行為非刑事化的原則為：
- 原則2「平等和不歧視的權利」和原則6「隱私權」都要求國家把超過法定同意年齡的同性間合意性行定為犯罪的所有法律加以廢除，並確保法定同意年齡沒有同性和異性的差異。
- 原則4「生命權」要求國家確保不對超過法定同意年齡的同性間合意性行為施加死刑的懲罰，並廢除將其定為刑事罪的法律。
- 原則7「不受任意剝奪自由的權利」要求國家確保在任何情況下都不會基於性傾向或性別認同進行逮捕或拘留，這包括消除法律條文中能提供此類機會的模糊文辭。
- 原則 33「不因性傾向、性別認同、性別表達或性徵而遭受刑事化和懲罰的權利」，要求國家確保任何法律條款─無論是明示性條款或概括性條款，不基於性傾向或性別認同和表達定為刑事犯罪，或建立任何相關的懲罰措施，並要求國家在廢除之前，停止應用這些法律或施加懲罰。對於過往的這類定罪，也要廢棄判決和消除案底紀錄，因此而受到定罪和懲罰的人士要能獲得有效的法律支持、司法管道和救濟措施。

### 庇護和難民
基於性傾向的迫害是一些國家（包括加拿大、歐盟成員國和英國）給予庇護的理由，然而這取決於案件的具體狀況，僅憑刑事懲罰的存在可能不足以使申請人獲得國家給予庇護。:314–316
禁止酷刑公約的第3條、公民權利和政治權利國際公約的第7條都要求不管能否獲得難民資格，如果當事人有「可預見、針對個人、現實存在且真實的」酷刑風險，締約國就有不遣返或遣送對方至可能遭到酷刑風險的原籍國以及第三國的義務。不過其前提是，當事人能夠舉證說服庇護國或聯合國條約機構的委員會，當事人回國會遭受「可預見、針對個人、現實存在且真實的」酷刑風險。
《日惹原則》在原則23建立了「尋求庇護的權利」，並在《日惹原則十週年》附加該原則的補充義務，其中一個補充義務是要求國家確保對基於性傾向、性別認同、性別表達或性徵具有充分根據憂懼的迫害，能視為承認難民身份的理由，這包括了性傾向、性別認同、性別表達或性徵被定為犯罪，而這些法律直接或間接地創造或促成一種壓迫性的不寬容環境和一種歧視與暴力的氛圍。

## 註解
1. ↑  按照《欽定大清律例》，男性之間的強制性肛交以及對12歲以下幼童的性行為也被視作姦罪，並比照光棍例，依主從犯和身份地位（如旗人可減刑）處斬立決、絞監候（指等候執行絞刑，待考核後決定）或發配邊疆為奴。[13]另一方面，清朝用於蒙古地區的法律，如乾隆五十四年（1789年）編定的《蒙古律例》以及康熙六年（1667）的《蒙古律書》皆沒有任何這方面的記載，僅對婚外性行為的通姦之事制定罰則。[14][15]
2. ↑  蘇成捷主張，清代司法系統對各種非婚性行為的壓制，來自對「遊離於家庭秩序之外的『光棍』日漸感到焦慮」。在當時，缺乏娶妻生子所需經濟條件的男子，在社會總人口中所佔比例大幅攀升，加上性別比例失衡，導致有大量無家無妻的貧窮光棍。這些光棍被視為是「良家婦女」和「良家子弟」的覬覦者和威脅，需要加以鎮壓，因此成為清代針對強姦立法的主要打擊對象。在清代司法刑案中，除少數的例外，對異性或同性強姦，與男子合意交歡，與寡婦私下相通，因此被治罪的幾乎都是這類男子。而相應於女子私通受罰的女性貞節焦慮，男子自願被肛交的受罰，則意味著對男性陽剛氣概易受折損所產生的新焦慮，以及要求男女雙方必須按其各自作為丈夫/父親和妻子/母親的相應角色行事。[12]

## 外部連結
- Human Dignity Trust （页面存档备份，存于）
- Erasing 76 Crimes （页面存档备份，存于）
- UNAIDS - Decriminalization （页面存档备份，存于）
- Outright International - Country Overviews （页面存档备份，存于）
- ILGA World Database - Legal Frameworks：Criminalisation of consensual same-sex sexual acts （页面存档备份，存于）
- Decriminalizing Homosexuality: A Global Overview Since the 18th Century （页面存档备份，存于）
- Freedom of Assembly and Association: The Global State of LGBTIQ Organizing  （页面存档备份，存于）